# Saint-Joseph-de-Sorel
Saint-Joseph-de-Sorel è un comune del Canada, situato nella provincia del Québec, nella regione di Montérégie.
La località prende il nome da quello del compositore Calixa Lavallée.

## Società

### Evoluzione demografica
Abitanti censitiAnno05001000150020002500199119962001200620112016Popolazione